# Camillo Mariani
Camillo Mariani (Vicenza, 1567 – Roma, 1611) è stato uno scultore, pittore e architetto italiano.

## Biografia
La sua formazione come scultore avvenne nella bottega vicentina di Lorenzo Rubini ed Agostino Rubini. Subì profondamente l'influenza del cognato di Lorenzo, Alessandro Vittoria, attorno al 1584 collaborò con Andrea Palladio per la decorazione del Teatro Olimpico di Vicenza. Tra i suoi lavori più importanti, sei statue a grandezza naturale raffiguranti i membri della famiglia Cornaro, realizzate per Villa Cornaro a Piombino Dese, stilisticamente vicine alle opere di Alessandro Vittoria per l'espressività ed il senso di movimento.

## Galleria d'immagini

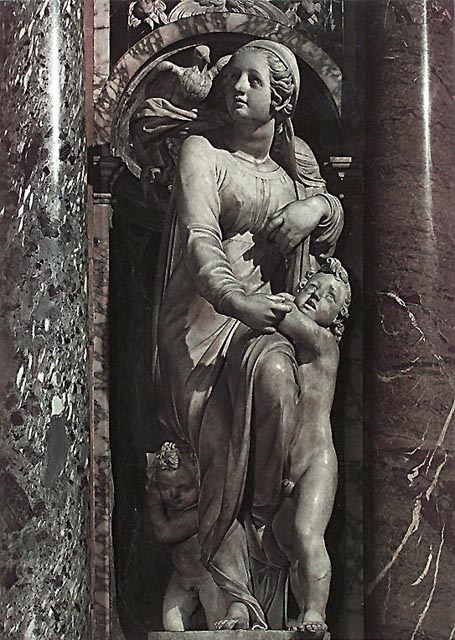
Religione
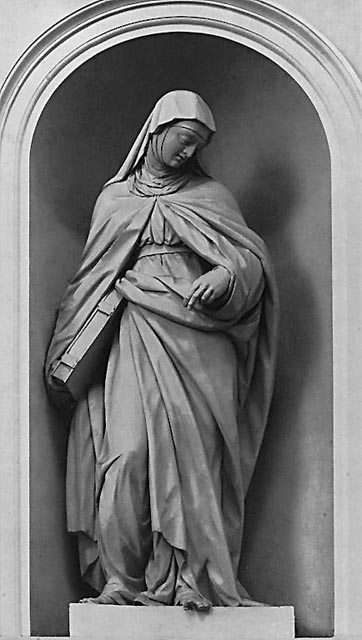
Santa Caterina da Siena (Roma, San Bernardo alle Terme)
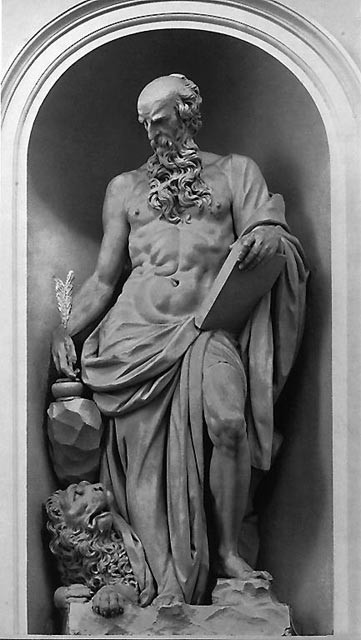
San Girolamo (Roma, San Bernardo alle Terme)